# 筆名辞典 (フランス)
筆名辞典（ひつめいじてん、フランス語: Dictionnaire des ouvrages anonymes et pseudonymes）はフランスのアントワーヌ・アレクサンドル・バルビエ（Antoine-Alexandre Barbier） が編集した全4巻からなる作家の偽名・仮名についての辞典である。

## 概要
筆名辞典のフルタイトルは「著者、翻訳者や出版社の名前で、フランス語で翻訳・出版され、匿名の作品や変名化合物の辞書である匿名の作品、と仮名の辞書」（Le Dictionnaire des ouvrages anonymes et pseudonymes, dont le titre complet est Dictionnaire des ouvrages anonymes et pseudonymes composés, traduits ou publiés en français, avec les noms des auteurs, traducteurs et éditeurs）で、1806年と1809年に刊行された。 
1822年から1824年の間、バルビエが死ぬ少し前に、辞書が更新され第2版を発行。 
ジョセフ・マリー・ケラードによって引用されている。